# Verrucula granulosaria
Verrucula granulosaria är en svampart som först beskrevs av Clauzade & Zehetl., och fick sitt nu gällande namn av Nav.-Ros. & Cl. Roux. Verrucula granulosaria ingår i släktet Verrucula och familjen Verrucariaceae.   Inga underarter finns listade i Catalogue of Life.